# フィタントリオール
フィタントリオール（英: Phytantriol、化学式C20H42O3）は化粧品などに用いられる脂肪族アルコールである。室温で無色から淡黄色の液体で、甘い香りを持つ。

## 調製
フィタントリオールはイソフィトールをギ酸で酸化し、生成物を無機塩基で加水分解して単離することで調製される。

## 利用
化粧品の成分として使用されており、皮膚や毛髪の保湿性を高めビタミンやアミノ酸の浸透を助ける働きがある。

## 毒性
ラットとマウスでの経口半数致死量値LD50は5,000mg/kg以上である。